# Boujdour (provincie)
Boujdour is een provincie in de Marokkaanse regio Laâyoune-Boujdour.
Boujdour telt 50.556 (2014) inwoners op een oppervlakte van 43.753 km².
De provincie Boujdour valt binnen de grenzen van de door Marokko bezette Westelijke Sahara.

## Plaatsen
| Plaats          | Inwoners (1994) | Inwoners (2004)' |
| --------------- | --------------- | ---------------- |
| Boujdour        | 15.165          | 36.843           |
| Gueltat Zemmour | 4.716           | 6.740            |
| Jeraifia        | 1.294           | 1.385            |
| Lamssid         | 514             | 1.161            |

Ben Slimane · Khouribga · Settat · El Jadida · Safi · Boulmane · Fez · Moulay Yacoub · Sefrou · Kénitra · Sidi Kacem · Casablanca · Médiouna · Mohammedia · Nouaceur · Assa-Zag · Guelmim · Tan-Tan · Tata · Boujdour · Es-Semara · Lâayoune · Al Haouz · Chichaoua · Essaouira · Kelâat Es-Sraghna · Marrakech · Al Ismaïlia · El Hajeb · Errachidia · Ifrane · Khénifra · Meknès · Berkane · Figuig · Jerada · Driouch · Nador · Oujda-Angad · Taourirt · Aousserd · Oued ed Dahab · Khémisset · Rabat · Salé · Skhirat-Témara · Agadir-Ida-Ou-Tanane · Inezgane-Aït Melloul · Chtouka-Aït Baha · Ouarzazate · Taroudant · Tiznit · Zagora · Azilal · Béni-Mellal · Chefchaouen · Fahs-Bni Mkada · Larache · Tanger-Asilah · Tétouan · Al Hoceima · Taounate · Taza